# Arp 172
Arp 172 ist ein wechselwirkendes Galaxienpaar im Sternbild Herkules. Die südlichere der beiden Galaxien, Arp 172B oder IC 1181, zeigt starke Deformationen, während die nördlichere, Arp 172A oder IC 1178, etwas weniger gestört erscheint. Das Paar gehört zum Galaxienhaufen Abell 2151.

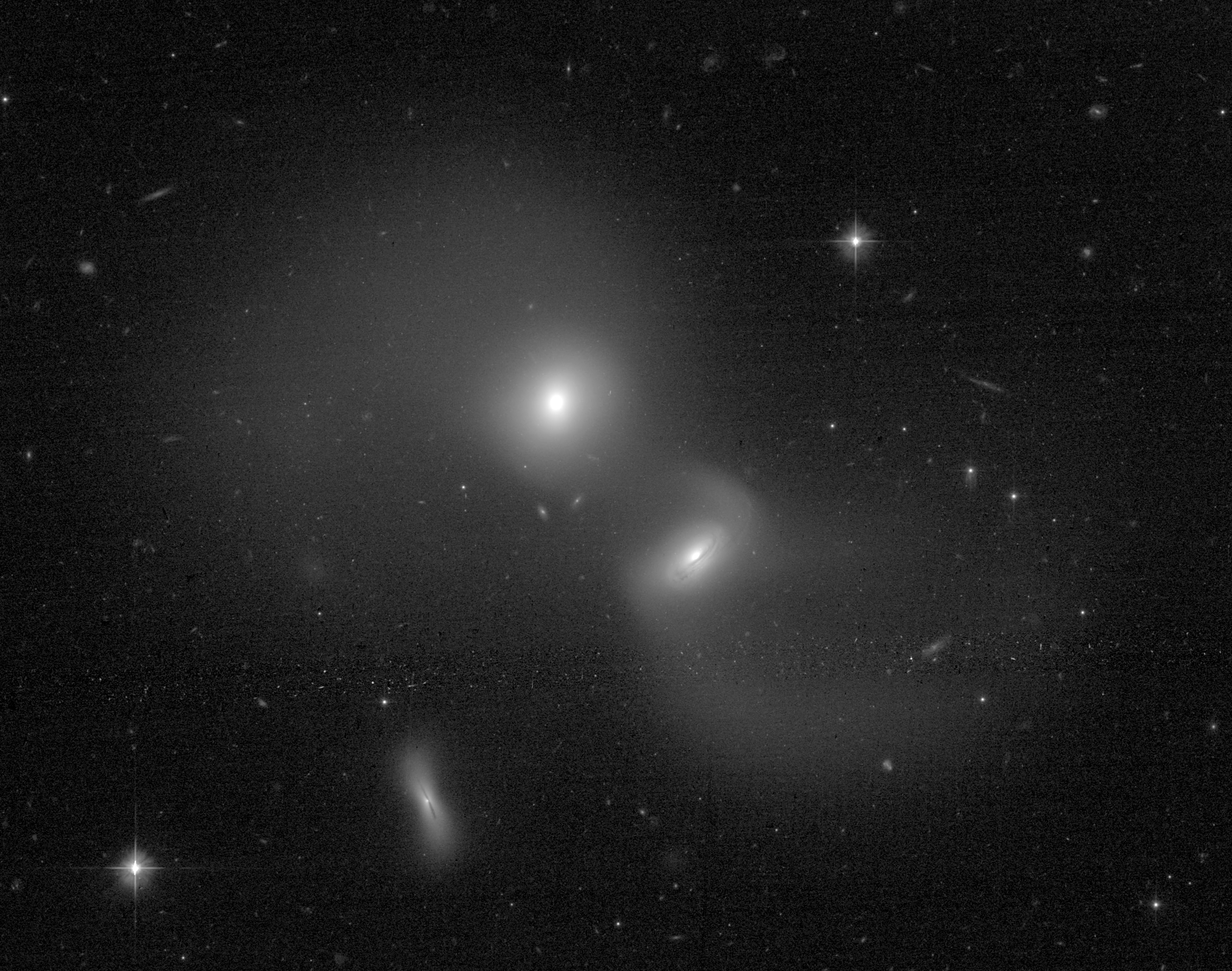
Aufnahme mithilfe des Hubble-Weltraumteleskops

| Bezeichnung | α J2000.0      | δ J2000.0    | B-Magnitude | Winkelausdehnung | Katalogbezeichnungen                                                             |
| ----------- | -------------- | ------------ | ----------- | ---------------- | -------------------------------------------------------------------------------- |
| IC 1178     | 16h 05m 33s,1s | +17° 36′ 05″ | 15,2        | 1,1′ × 0,6′      | UGC 10188, Arp 172A, VV 194A, MCG +03-41-097, PGC 57062, 2MASX J16053310+1736048 |
| IC 1181     | 16h 05m 33s,8s | +17° 35′ 37″ | 15,9        | 1,0′ × 0,4′      | UGC 10189, Arp 172B, VV 194B, MCG +03-41-098, PGC 57063, 2MASX J16053387+1735368 |